# Takuto Haraguchi
Takuto Haraguchi (原口 拓人 Haraguchi Takuto?, nacido el 3 de mayo de 1992 en Hyogo) es un futbolista japonés que se desempeña como delantero.

## Trayectoria

### Clubes
| Club                | País  | Año         |
| ------------------- | ----- | ----------- |
| Renofa Yamaguchi FC | Japón | 2015 - 2016 |
| Gainare Tottori     | Japón | 2017 -      |

## Estadística de carrera

### J. League
| Club                | Año   | J. League | J. League | Copa J. League | Copa J. League | Total | Total |
| Club                | Año   | Part.     | Goles     | Part.          | Goles          | Part. | Goles |
| ------------------- | ----- | --------- | --------- | -------------- | -------------- | ----- | ----- |
| Renofa Yamaguchi FC | 2015  | 19        | 2         | -              | -              | 19    | 2     |
| Renofa Yamaguchi FC | 2016  | 10        | 1         | -              | -              | 10    | 1     |
| Gainare Tottori     | 2017  | 17        | 1         | -              | -              | 17    | 1     |
| Total               | Total | 46        | 4         | 0              | 0              | 46    | 4     |